# Anjunabeats
Anjunabeats – brytyjska wytwórnia płytowa założona przez Tony'ego McGuinnessa, Paavo Siljamäkiego i Jonathana Granta w 2000 roku.

## Artyści
- 2Devine
- 7 Skies
- 8 Wonders
- Aalto
- Activa Pres. Solar Movement
- Above & Beyond
- Adam Nickey
- Alt+F4
- Andy Moor
- Anhken
- Arty
- Aruna
- Aspekt
- Audien
- Bart Claessen
- Boom Jinx
- Cara Dillon
- Carrie Skipper
- Cold Blue
- Cramp
- Dan Stone
- Daniel Kandi
- Daniel Neumann
- Dave Schiemann
- DJ Tab
- DJ Whisky
- Endre
- Evbointh
- Free State
- Genix
- Hawk
- Jaytech
- Jer Martin
- Joonas Hahmo
- Jono Grant
- Justine Suissa
- Kaste
- Kyau & Albert
- Nitrous Oxide
- Mat Zo
- Matt Cassar
- Matt Hardwick
- Menno De Jong
- Mike Koglin
- Mike Shiver
- Myon & Shane 54
- Nitromethane
- Nitrous Oxide
- OceanLab
- Oliver Smith
- P.O.S. (Paavo Siljamäki)
- Purple Mood
- Reeves
- Remo-Con
- Rollerball
- Rusch & Murray
- Signalrunners
- Smith & Pledger
- Stephen J. Kroos
- Sundriver
- Sunny Lax
- Super8
- Super8 & Tab
- Tranquility Base
- Tritonal
- Wrechiski
- Vardran
- Velvetine
- Yilmaz Altanhan